# Сульфат стронция
Сульфат стронция, сернокислый стронций SrSO4 — стронциевая соль серной кислоты. Встречается в природе в виде минерала целестина.

## Получение
- Из природного сырья — встречается в виде минерала целестин
- Реакцией сульфата натрия с водорастворимыми солями стронция

{\displaystyle {\mathsf {Sr^{2+}+Na_{2}SO_{4}\rightarrow SrSO_{4}\downarrow +2Na^{+}}}}

## Физические свойства
Бесцветные кристаллы ромбической сингонии (α-модификация, существует до 1157 °C). При высоких температурах переходит в гексагональную β-модификацию.
Малорастворим в воде (Произведение растворимости составляет {\displaystyle 3.6\times 10^{-7}}), в присутствии хлорида стронция растворимость повышается.
Плавится только при высоких давлениях, при 6МПа температура плавления равна 1606 °C.

## Химические свойства
- Разлагается при температурах выше 1580 °C:

{\displaystyle {\mathsf {2SrSO_{4}\rightarrow 2SrO+2SO_{2}+O_{2}}}}
- С концентрированной серной кислотой переходит в гидросульфат:

{\displaystyle {\mathsf {SrSO_{4}+H_{2}SO_{4}\rightarrow Sr(HSO_{4})_{2}}}}
- Вступает в обменные реакции. К примеру, с растворимыми карбонатами образует осадок карбоната стронция:

{\displaystyle {\mathsf {SrSO_{4}+Na_{2}CO_{3}\rightarrow SrCO_{3}\downarrow +Na_{2}SO_{4}}}}
- Углеродом восстанавливается до сульфида[2]:

{\displaystyle {\mathsf {SrSO_{4}+3C{\xrightarrow[{}]{800-1100^{o}C}}\ SrS+2CO+CO_{2}}}}

## Применение
- Наполнитель для резины и красок.
- Добавка в электролит при скоростном хромировании.
- Входит в состав тяжёлых жидкостей для бурения скважин.

## В природе
Скелет акантарий содержит сульфат стронция.